# Пануко
Пануко (на испански: Río Pánuco) е река в Мексико, която тече от река Моктезума в Мексиканската долина до Мексиканския залив.
При своя извор реката служи за канал за воден дренаж на Мексико Сити. Оттам реката става щатска граница между щатите Идалго
и Керетаро, като тече към щата Сан Луис Потоси. Приема името Рио Пануко при достиганате на щата Веракрус. Реката се влива в залива Тампико, при град Тампико, на границата между щатите Тамаулипас и Веракрус.
Реката е дълга близо 500 км, но само последните 15 км. по долното течение на реката за плавателни за по-големи кораби.
Пануко и неговите притоци отводняват части от щатите Тамаулипас, Сан Луис Потоси, Гуанахуато, Керетаро, Идалго, Мексико, Пуебла и Веракрус.
Това е 4-тата най-голяма река в Мексико по обем на отток и 6-а най-голяма река в страната по площ на водосборния басейн.